# Episodi di Phyllis (seconda stagione)
La seconda stagione della serie televisiva statunitense Phyllis, composta da 24 episodi, è stata trasmessa negli Stati Uniti dal 20 settembre 1976 al 13 marzo 1977 sulla CBS.
In Italia la stagione è stata trasmessa su Canale 5.
| n° | Titolo originale                      | Prima TV USA      | Titolo italiano               | Prima TV Italia |
| -- | ------------------------------------- | ----------------- | ----------------------------- | --------------- |
| 1  | The New Job                           | 20 settembre 1976 | Il nuovo lavoro               |                 |
| 2  | You're Not Getting Better, Just Older | 27 settembre 1976 |                               |                 |
| 3  | Speech 1A                             | 4 ottobre 1976    | Il discorso da dieci e lode   |                 |
| 4  | Off the Bench                         | 11 ottobre 1976   |                               |                 |
| 5  | Boss Or Buddy Or Both Or Neither      | 18 ottobre 1976   | O capo, o amico, o niente     |                 |
| 6  | Phyllis Cries Wolf                    | 25 ottobre 1976   |                               |                 |
| 7  | Out of the Closet                     | 1º novembre 1976  | Uscire allo scoperto          |                 |
| 8  | The Wrong Box                         | 8 novembre 1976   | La cassa sbagliata            |                 |
| 9  | Phyllis and the Jumper                | 15 novembre 1976  |                               |                 |
| 10 | Mother Dexter Cohabitates             | 22 novembre 1976  |                               |                 |
| 11 | Mother Dexter's Wedding               | 6 dicembre 1976   | Il matrimonio di mamma Dexter |                 |
| 12 | Bess Airs Her Views                   | 20 dicembre 1976  | Bess espone le sue idee       |                 |
| 13 | The Christmas Party                   | 27 dicembre 1976  |                               |                 |
| 14 | Phyllis Runs the Office               | 3 gennaio 1977    |                               |                 |
| 15 | The Threat                            | 10 gennaio 1977   | La minaccia                   |                 |
| 16 | Taking a Chance on Chance             | 16 gennaio 1977   | Una fortuna dietro l'altra    |                 |
| 17 | Leonard and the Bribe                 | 23 gennaio 1977   |                               |                 |
| 18 | Broken-Hearted Bess                   | 30 gennaio 1977   |                               |                 |
| 19 | I Am Beautiful                        | 6 febbraio 1977   | Io sono bella                 |                 |
| 20 | Dan's Ex                              | 13 febbraio 1977  | L'ex di Dan                   |                 |
| 21 | Audrey's New Life                     | 20 febbraio 1977  | Audrey cambia vita            |                 |
| 22 | The Elopement                         | 27 febbraio 1977  |                               |                 |
| 23 | The Apartment                         | 6 marzo 1977      |                               |                 |
| 24 | A Baby Makes Six                      | 13 marzo 1977     |                               |                 |